# Frans Hendricksz Oetgens
Frans Hendricksz Oetgens van Waveren (* 1558 in Amsterdam; † 1625 ebenda), Ritter, Heer von Waveren, war ein Amsterdamer Regent des Goldenen Zeitalters. Oetgens war einer der Initiatoren für den Bau des Amsterdamer Grachtengürtels.

## Biografie
Frans Eltern waren Hendrick Oetgens (1531–1571) aus der Familie Oetgens (van Waveren) und Weijntje Verburch (1535–1566). Oetgens begann seine Karriere als Maurermeister. Im Jahre 1594 wurde er Fabriksmeister. Oetgens saß in der Amsterdamer Vroedschap, war Schepen und war von Anfang an in die baulichen Veränderungen der Stadt involviert. Der Stadt saß er in den Jahren 1598, 1599, 1604, 1607, 1611, 1612, 1615, 1617, 1619, 1622 und 1624 als Bürgermeister vor. In den ersten Jahren seiner Bürgermeisteramtszeit organisierte Oetgens den Stadtausbau, hier ist vor allem der Bau der Keizersgracht zu nennen. Im Jahre 1611 wurden Oetgens und sein Schwager Bartholt Cromhout durch die beiden anderen Bürgermeister Cornelis Hooft und Jakob Dircksz de Graeff der unlauteren Grundstücksspekulation beschuldigt. Grund hierfür war, dass die beiden Schwager zahlreiche außerhalb der Stadt liegende Grundstücke billig aufkauften, um diese dann bei der Stadterweiterung mit hohem Gewinn weiterzuverkaufen. Im Jahre 1612 wurde auf seine Initiative hin mit dem Bau der Prinsengracht und der Herengracht begonnen. Im Jahre 1615 wurde Oetgens auf Initiative von Cornelis Hooft beim Hohen Rat von Holland angezeigt. Oetgens weitere Pläne in puncto Stadterweiterung wurden allesamt von der Vroedschap abgelehnt.
Oetgens Sohn Antonie Oetgens van Waveren war ebenfalls ein Amsterdamer Bürgermeister gewesen.